# Boana lundii
Boana lundii é uma espécie de anfíbio da família Hylidae. Endêmica do Brasil, onde pode ser encontrada nos estados de Goiás, Minas Gerais, São Paulo e no Distrito Federal.